# Orquesta Sinfónica Simón Bolívar de Venezuela

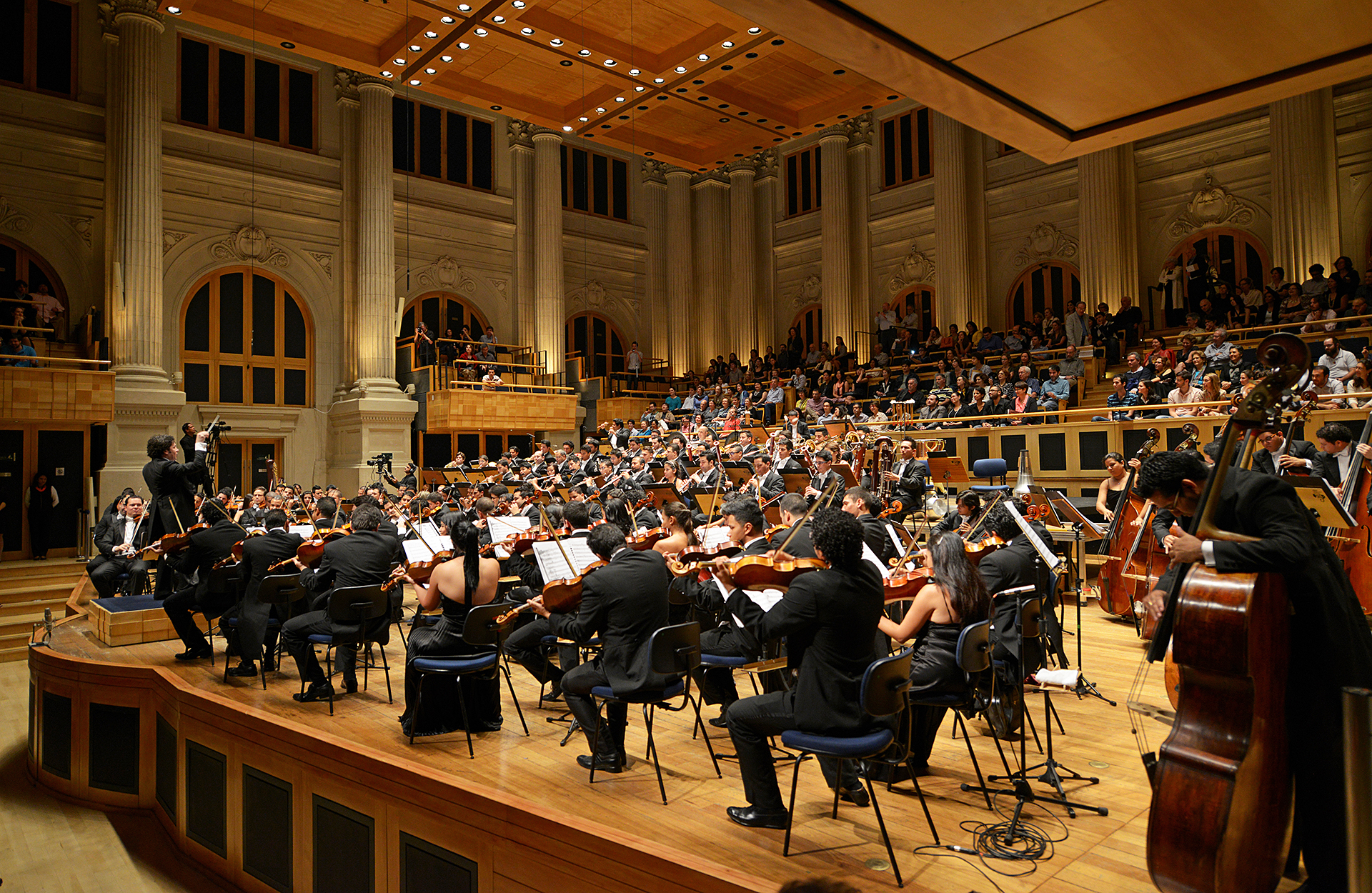
Das Orchester bei einem Konzert in São Paulo (2013)

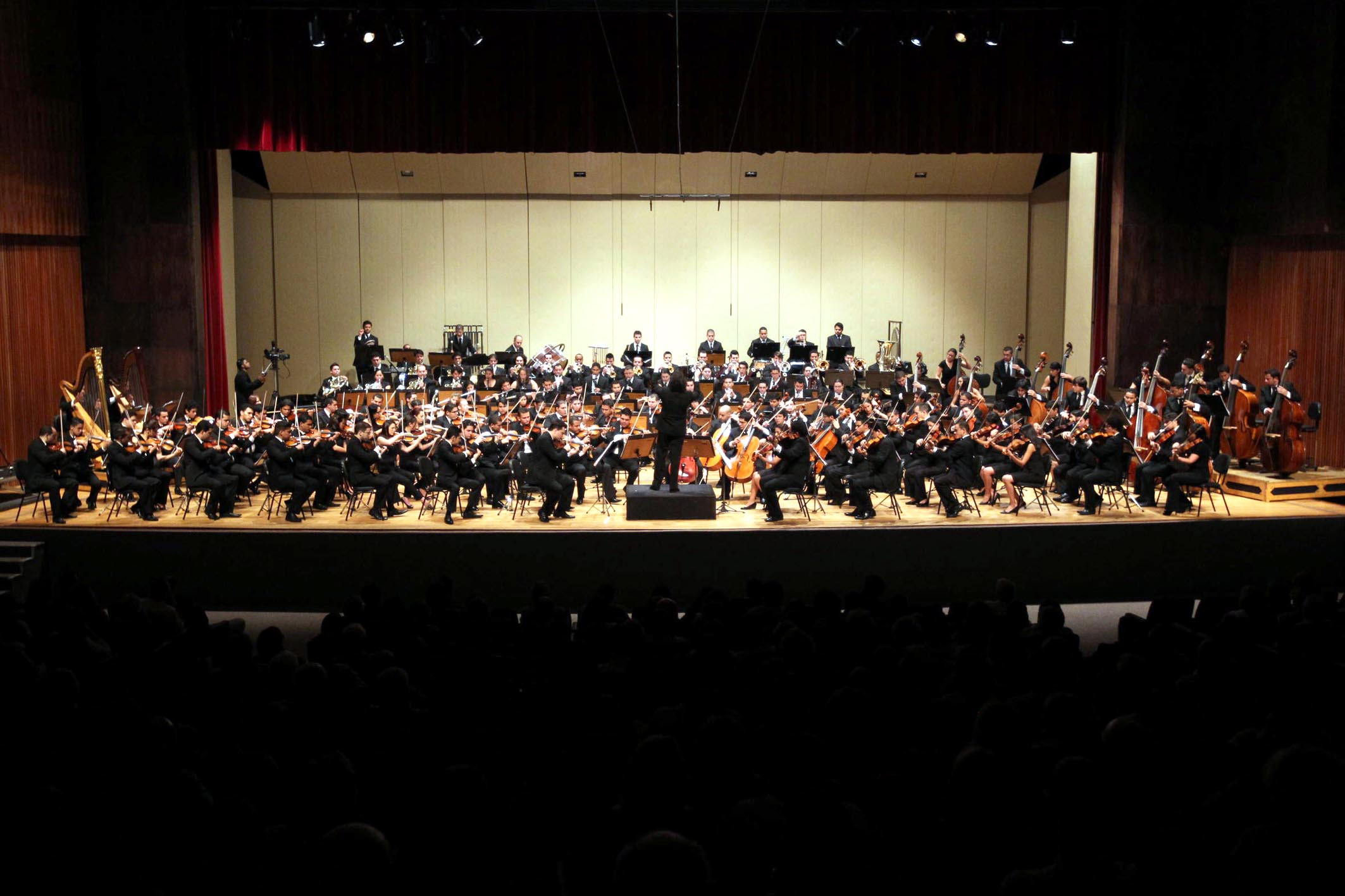
Konzert in Salvador da Bahia (2011)

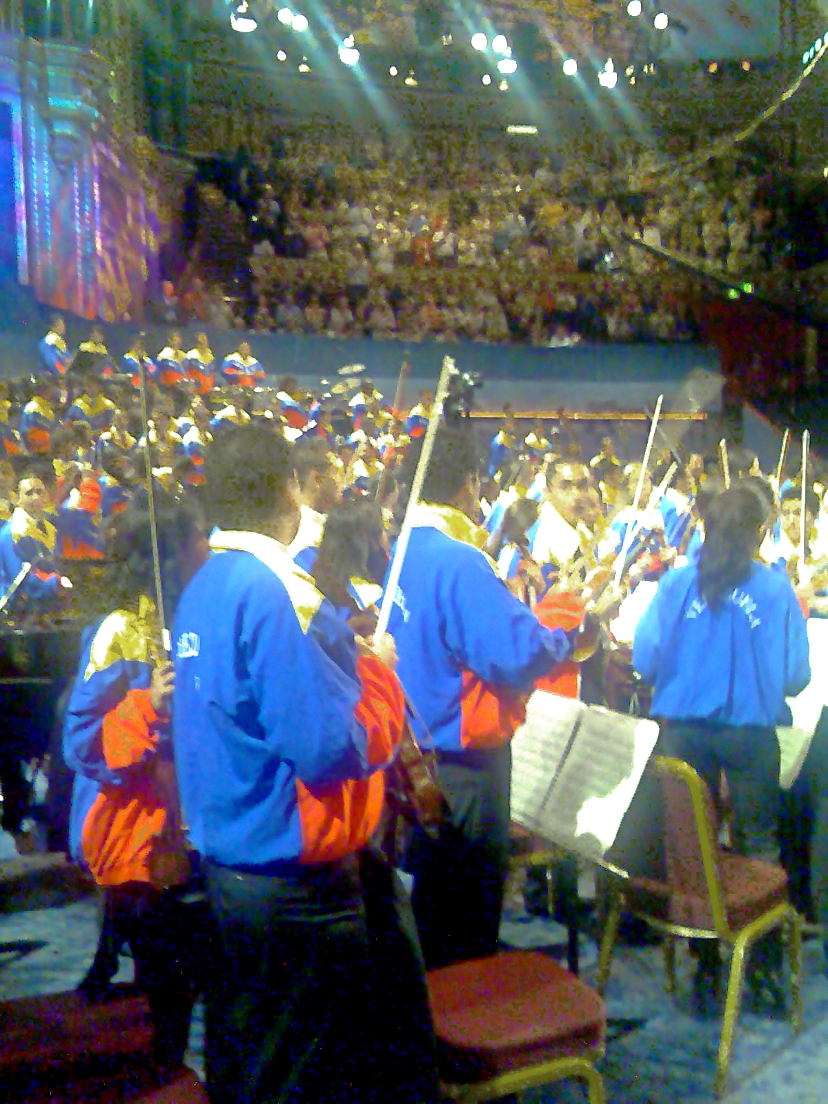
Konzert in der Londoner Royal Albert Hall (2007)

Die Orquesta Sinfónica Simón Bolívar de Venezuela (ursprünglich: Orquesta Sinfónica de la Juventud Venezolana Simón Bolívar) ist ein staatliches Sinfonieorchester aus Venezuela. Das nach dem südamerikanischen Freiheitskämpfer Simón Bolívar benannte Orchester wurde 1978 vom venezolanischen Wirtschaftswissenschaftler und Musiker José Antonio Abreu als Jugendorchester gegründet.

## Umfang und Rekrutierung
Das Simón-Bolívar-Orchester ist das führende von 30 professionellen Orchestern, die zur Fundación del Estado para el Sistema de Orquesta Juvenil e Infantil de Venezuela (FESNOJIV) gehören. Das staatlich geförderte Programm hat das Ziel, Kindern und Jugendlichen aus allen sozialen Verhältnissen eine fundierte musikalische Ausbildung zu ermöglichen und hat Orchester und Musiker von außerordentlicher Qualität hervorgebracht. 350.000 Teilnehmer in 180 Zentren erhielten im Jahr 2008 unter anderem kostenlos Leihmusikinstrumente vom überall so genannten «sistema»,
im Jahr 2017 waren laut offiziellen Angaben 827.000 Jugendliche ins Sistema eingeschrieben. Die Top-Orchester wurden laut Geoffrey Baker politisch als Image-Träger des Chavismus genutzt.
Über die Jahre kamen Dirigenten wie Claudio Abbado, Sir Simon Rattle und Zubin Mehta regelmäßig nach Venezuela, um mit den Jugendlichen zu musizieren. Rattle hatte mit Problemschülern in Berlin ähnliche kleinere Projekte, die im Film Rhythm Is It! dokumentiert wurden.
Der bekannteste Exponent des Orchesters wurde ab 1999 Gustavo Dudamel, der als 18-Jähriger Chefdirigent des Orchesters wurde. Unter seiner Leitung hat das Orchester mehrere Audio-CDs eingespielt, darunter zwei Aufnahmen von Sinfonien von Ludwig van Beethoven und Gustav Mahler für Deutsche Grammophon. Im August 2007 gab das Orchester unter seiner Leitung sein Debüt bei den Londoner Proms.
2009 erhielt José Antonio Abreu den Frankfurter Musikpreis und ließ das Preisgeld dem von ihm begründeten Orchester zukommen. Das Orchester war des Öfteren Gast auf dem Bonner Beethovenfest, 2010 war Abreu dort Schirmherr. Am 19. Januar 2016 war das Orchester unter der Leitung von Gustavo Dudamel in der Berliner Philharmonie mit Werken von Igor Strawinsky zu Gast.
Eine Studie, welche 2011 vom Nichtregierungs-Geldgeber Inter-American Development Bank initiiert wurde, relativierte mit Daten von rund 2900 Teilnehmern der Sistema-Kurse der Jahre 2012/2013 die sozialen Errungenschaften von Sistema; die Armutsquote der Herkunftsregionen war mit 46,5 Prozent fast dreimal höher als die Quote der Teilnehmer aus solchen unterprivilegierten Schichten in den Kursen (16,7 Prozent).
Nach regierungskritischen Aussagen von Gustavo Dudamel wurde eine USA-Tournee des Orchesters im Jahr 2017 kurzfristig abgesagt. Der britische Guardian sah darin den Versuch des Präsidenten Nicolás Maduro, die «sistema»-Bewegung für eigene Zwecke zu übernehmen. Im Jahr 2018 mussten zwei Gedenkkonzerte für Dudamels Mentor José Antonio Abreu nach Chile verlegt werden. Kurz zuvor hatte Dudamel Präsident Maduro aufgefordert, „seinen politischen Kurs zu ändern und die Stimme des Volkes zu hören“. Zuvor hatte sich Dudamel, wie sein Mentor Abreu, jahrelang nicht zu politischen Themen geäußert. Mit seiner steigenden Bekanntheit sah er sich jedoch einem steigenden öffentlichen Druck ausgesetzt, zur politischen Lage in Venezuela Stellung zu beziehen.
2025 gastierte das Orchester mit Dudamel erneut in der Berliner Philharmonie, unter anderem mit dem Konzert Odisea für venezolanisches Cuatro und Orchester von Gonzalo Grau sowie der 4. Symphonie von Tschaikowsky.

## Filme
- El Sistema. (Originaltitel). Dokumentarfilm, Deutschland, 102 Min., 2009, Regie: Paul Smaczny (zugleich Produzent), Maria Stodtmeier, Produktion: EuroArts Music Production, arte France, NHK, Kinostart: 16. April 2009, Filmseite
 Fernsehfassung: Musik für die Zukunft Venezuelas. El Sistema. Dokumentation, Deutschland, 2009, 65 Min., Regie: Maria Stodtmeier, Paul Smaczny, Produktion: EuroArts Music Production, arte France, NHK, Erstsendung: 26. Oktober 2009, Inhaltsangabe von arte
- Der Klang der Hoffnung. Dokumentarfilm, Deutschland, 93 Min., 2008, Regie: Enrique Sánchez Lansch, Produktion: Moving Images, Deutsche Welle TV, ZDF, Unitel Classica, Erstausstrahlung: 4. Oktober 2008, Inhaltsangabe von 3sat
- … weil die Musik die Seele füllt. Dokumentarfilm, Deutschland, 2001, 30 Min., Regie: Kirsten Esch, Produktion: Ventana, ZDF, 3sat, Reihe: Fremde Kinder, Erstsendung: 18. November 2001, Inhaltsangabe von 3sat